# کاروانسرای کرمانی
کاروانسرای کرمانی مربوط به دوره قاجار است و در یزد، خیابان قیام، بازار مسگرها واقع شده و این اثر در تاریخ ۲۲ تیر ۱۳۷۹ با شمارهٔ ثبت ۲۷۴۲ به‌عنوان یکی از آثار ملی ایران به ثبت رسیده است.